# Ренијер Вулфкасл
Рајнер Вулфкасл (енгл. Rainier Wolfcastle) је измишљени лик из цртаног филма Симпсонови, коме глас позајмљује Ханк Азарија.